# 謝瓊煖
謝瓊煖（1971年10月7日—），是臺灣電視劇、電影及舞台劇女演員。國立臺北藝術大學戲劇系畢業。是橫跨劇場、電視圈的演員。2014年以客家電視台《在河左岸》獲得第49屆金鐘獎戲劇節目女配角獎和2014亞洲電視大獎最佳女配角獎。
雖然謝瓊煖膝下無子，但她以演出悲情母親的角色聞名，例如2019年分別在《我們與惡的距離》中飾演殺人犯的母親，《菜頭梗的滋味》中飾演個性傳統、任勞任怨的正室，《苦力》中飾演聾啞母親，2020年《若是一個人》中飾演生了重病的母親。
謝瓊煖2021年挑戰過往戲路，並領銜主演由Netflix所出品《華燈初上》年度網路劇，飾演日式酒店「光」最資深的小姐季滿如。

## 戲劇作品
| 年份   | 頻道                   | 劇名                          | 飾演       |
| 2003年 | 台视                   | 《再见阿郎》                  | 刘玉兰     |
| 2003年 | 大愛電視台             | 《新芽》                      | 同事       |
| 2004年 | 大愛電視台             | 《大愛的孩子》                | 李素珠     |
| 2007年 | 大愛電視台             | 《關山系列(四)-愛的約定》     | 鄭怡慧     |
| 2009年 | 客家電視台             | 《花樹下的約定》              | 大智母     |
| 2009年 | 民視                   | 《娘家》                      | 張淑女     |
| 2009年 | 台視、三立都會台       | 《敗犬女王》                  | 岳媽媽     |
| 2009年 | 華視                   | 《我在1949，等你》            | 范純美     |
| 2009年 | 大愛電視台             | 《春風伴我行》                | 蔡老師     |
| 2009年 | 大愛電視台             | 《芳草碧連天》                | 美滿       |
| 2009年 | 台視、三立都會台       | 《下一站，幸福》              | 林麗霞     |
| 2010年 | 公視                   | 《那年，雨不停國》            | 李秀玲     |
| 2010年 | 華視                   | 《我的排隊情人》              | 葉瓊樺     |
| 2010年 | 大愛電視台             | 《情義月光》                  | 張玉妹     |
| 2011年 | 中視                   | 《幸福最晴天》                | 領班       |
| 2011年 | 華視                   | 《艋舺燿輝》                  | 陳吳春蘭   |
| 2011年 | 大愛電視台             | 《仙女不下凡》                | 秀姨       |
| 2011年 | 大愛電視台             | 《你的眼我的手》              | 王高出     |
| 2011年 | 大愛電視台             | 《回首留蘭香》                | 張師姐     |
| 2011年 | 大愛電視台             | 《愛的隨堂考-意外的旅程》     | 李秀鳳     |
| 2011年 | 大愛電視台             | 《愛的隨堂考-夢醒時刻》       | 李秀鳳     |
| 2011年 | 中視                   | 《料理情人夢》                | 王淑蘭     |
| 2012年 | 大愛電視台             | 《心和萬事興》                | 王糖       |
| 2012年 | 三立都會台             | 《螺絲小姐要出嫁》            | 總編       |
| 2012年 | 三立台灣台             | 《阿爸的願望》                | 羅明月     |
| 2012年 | 三立都會台、東森綜合台 | 《愛情女僕》                  | 葉素卿     |
| 2012年 | 湖南衛視               | 《姐姐立正向前走》            | 瓊枝       |
| 2013年 | 大愛電視台             | 《打開心窗》                  | 廖妙圓     |
| 2013年 | 三立都會台、東森綜合台 | 《就是要你愛上我》            | 江小娜     |
| 2014年 | 客家電視台             | 《在河左岸》                  | 黃麗霞     |
| 2014年 | 三立都會台、東森綜合台 | 《愛上兩個我》                | 洪秀鑾     |
| 2014年 | 大愛電視台             | 《頂坡角上的家》              | 林葉       |
| 2015年 | 中視                   | 《鋼鐵之心》                  | 李芳芳     |
| 2015年 | 客家電視台             | 《出境事務所》                | 羅田妹     |
| 2015年 | 客家電視台             | 《落日》                      | 吳昭美     |
| 2015年 | 大愛電視台             | 《萬里桂花香》                | 王母       |
| 2015年 | 台視                   | 《我的30定律》                | 院長       |
| 2016年 | 三立台灣台             | 《紫色大稻埕》                | 陳順       |
| 2016年 | 中視                   | 《原來1家人》                 | 王罔市     |
| 2016年 | 八大綜合台             | 《終極遊俠》                  | 艾草       |
| 2016年 | 台視、三立都會台       | 《狼王子》                    | 溫佩儀     |
| 2016年 | 公視                   | 《再見女兒》                  | 嘉欣媽     |
| 2016年 | 中視                   | 《多桑の純萃年代》            | 何美琴     |
| 2016年 | 八大綜合台             | 《High 5 制霸青春》           | 柯媽媽     |
| 2017年 | 三立都會台、東森綜合台 | 《只為你停留》                | 向明娟     |
| 2017年 | 八大綜合台             | 《我的男孩》                  | 阿桑       |
| 2018年 | 公視                   | 《你的孩子不是你的孩子-孔雀》 | 方美琪     |
| 2018年 | 愛奇藝                 | 《1006的房客》                | 小薇母     |
| 2018年 | 八大綜合台             | 《前男友不是人》              | 王花       |
| 2019年 | 公視                   | 《我們與惡的距離》            | 林秀麗     |
| 2019年 | 華視、三立都會台       | 《一千個晚安》                | 胡美蘭     |
| 2019年 | 三立台灣台             | 《炮仔聲》                    | 謝寶秀     |
| 2019年 | 公視                   | 《苦力》                      | 福姆       |
| 2019年 | 華視                   | 《俗女養成記》                | 李蕙芳     |
| 2019年 | 民視                   | 《大時代》                    | 師姐(客串) |
| 2019年 | 大愛電視台             | 《菜頭梗的滋味》              | 曾繾       |
| 2020年 | Netflix                | 《誰是被害者》                | 吳芳寧     |
| 2020年 | 華視、公視台語台       | 《若是一個人》                | 丁麗輝     |
| 2020年 | 民視                   | 《無主之子》                  | 李罔氏     |
| 2020年 | 華視、三立都會台       | 《未來媽媽》                  | 孫母       |
| 2021年 | 八大戲劇台             | 《她們創業的那些鳥事》        | 陳西琳     |
| 2021年 | 大愛電視台             | 《阿良的歸白人生》            | 洪月琴     |
| 2021年 | 愛奇藝、緯來電影台     | 《逆局》                      | 譚妻       |
| 2021年 | Netflix                | 《華燈初上》                  | 季滿如     |
| 2022年 | Netflix                | 《媽，別鬧了！》              | 小米       |
| 2022年 | 華視、三立都會台       | 《門當互懟愛上你》            | 高桂英     |
| 2023年 | 三立都會台、TVBS歡樂台 | 《親愛壞蛋》                  | 姜母       |
| 2023年 | Netflix                | 《此時此刻》                  | 小美姐     |
| 2024年 | ViuTV                  | 《島嶼協奏曲》                | 茜姐       |
| 2024年 | Netflix                | 《影后》                      | 柯麗芬     |
| 2024年 | 民視                   | 《好運來》                    | 邱勝男     |
| 2026年 |                        | 《沉默的審判》                |            |

## 電影
- 《城市飛行》（Birdland，2000年）
- 《戀人》（Falling...In Love，2005年）
- 《載我回甲仙》飾演 路邊洗車的阿婆
- 《只要一分鐘》（One Minute More，2014年）飾演 蔡媽媽
- 《愛情算不算》（When Miracle Meets Maths，2015年）
- 《有一種喜歡》（About Youth，2018年）飾演 元元媽媽
- 《幻術》（The Shooting of 319，2019年）飾演 陳義雄妻子
- 《親愛的房客》（Dear Tenant，2020年）飾演 張麗萍
- 《雨天的妖怪》（Come Rain or Come Shine，2021年）飾演 王欣
- 《詐團圓》（Scamsgiving，2023年）飾演 莊安慈
- 《周處除三害》（The Pig The Snake And The Pigeon，2023年）飾演 張貴卿

### 短片
- 《聽不見的距離》（The Immeasurable，2021年）飾演 麵攤阿姨
- 《那天，我媽偷了老師的車》（2022年）飾演媽媽—阿水

### Music Video
- 旺福《野生灰姑娘》（2019年）
- 告五人《紅 LOVE》（2019年）
- 許廷鏗《將心比己》（2019年）
- 周興哲《相信愛》（2020年）
- 柏霖 PoLin《我的愛人》（2021年）
- A-Lin《聊聊天 Conversation》（2022年）

## 舞台劇
- 綠光劇團《人間條件：滿足心中缺憾的幸福快感》（2001年）
- 綠光劇團《人間條件：滿足心中缺憾的幸福快感》加演場（2003年）
- 紙風車劇團《雞城故事》(2005年)
- 如果兒童劇團《小花》（2009年）
- 莎士比亞的妹妹們的劇團《約會》
- 創作社《好久不見》
- 大風音樂劇坊《威尼斯商人》
- 果陀劇場黑色喜劇《白色幽默》
- MOMO玩劇場《芊芊的生日禮物》（2010年）
- 戲盒劇團《島語錄～一人輕歌劇》（2010年）
- 如果兒童劇團《舅舅的閣樓》（2011年）
- 如果兒童劇團《豬探長的秘密檔案II—蘇東坡密碼》（2012年）
- 大開劇團《金花囍事》（2012〜2013年）
- 全民大劇團《同學會》（2015年）
- 《天光》（2017年）
- 天作之合劇場《飲食男女》搶先試菜（2018年）
- 《時光の手箱：我的阿爸和卡桑》（2019年）
- 故事工廠《我們與惡的距離全民公投劇場版》（2020年）
- 故事工廠《一個公務員的意外死亡》（2022年）
- 花聲藝文X幹麻醬紙《鬼歸代言人EP.9》（2022年）

## 音樂
| 年份   | 歌曲     | 專輯名稱           | 演唱者 |
| 2021年 | 你著忍耐 | 華燈初上電視劇插曲 | 謝瓊煖 |

## 獎項紀錄
| 年份   | 頒獎典禮           | 獎項                       | 影片                       | 角色     | 結果 |
| ------ | ------------------ | -------------------------- | -------------------------- | -------- | ---- |
| 2003年 | 第38屆金鐘獎       | 戲劇節目女主角獎           | 《新芽》                   | 楊月英   | 提名 |
| 2006年 | 第41屆金鐘獎       | 戲劇節目女配角獎           | 《草山春暉》               | 阿菱     | 提名 |
| 2007年 | 第42屆金鐘獎       | 戲劇節目女主角獎           | 《愛的約定》               | 鄭怡慧   | 提名 |
| 2009年 | 第44屆金鐘獎       | 戲劇節目女配角獎           | 《女仨的婚事》             | 劉月真   | 提名 |
| 2014年 | 第49屆金鐘獎       | 戲劇節目女配角獎           | 《客家劇場—在河左岸》      | 黃麗霞   | 獲獎 |
| 2014年 | 第19屆亞洲電視大獎 | 最佳女配角獎               | 《客家劇場—在河左岸》      | 黃麗霞   | 獲獎 |
| 2015年 | 第50屆金鐘獎       | 戲劇節目女配角獎           | 《客家劇場—出境事務所》    | 羅田妹   | 提名 |
| 2016年 | 第51屆金鐘獎       | 迷你劇集／電視電影女配角獎 | 《再見女兒》               | 嘉欣媽   | 提名 |
| 2019年 | 第54屆金鐘獎       | 戲劇節目女配角獎           | 《菜頭梗的滋味》           | 曾繾     | 提名 |
| 2020年 | 第55屆金鐘獎       | 戲劇節目女配角獎           | 《苦力》                   | 福姆     | 提名 |
| 2022年 | 第24屆台北電影獎   | 最佳女配角                 | 《那天，我媽偷了老師的車》 | 小春媽媽 | 提名 |
| 2022年 | 第57屆金鐘獎       | 戲劇節目女配角獎           | 《華燈初上》               | 季滿如   | 提名 |

## 外部連結
- 謝瓊煖在互联网电影资料库（IMDb）上的資料（英文）
- 謝瓊煖在香港影庫上的簡介
- 謝瓊煖在台灣電影網上的資料（繁體中文）
- 謝瓊煖的新浪微博
- 謝瓊煖的Facebook專頁